# Roella incurva
Roella incurva là loài thực vật có hoa trong họ Hoa chuông. Loài này được Banks ex A.DC. miêu tả khoa học đầu tiên năm 1830.